# Заринджа
Заринджа (арм. Զարինջա) — село в Арагацотнской области Армении.

## География
Село расположено в северо-западной части марза, на расстоянии 67 километров к северо-западу от города Аштарак, административного центра области. Абсолютная высота — 1660 метров над уровнем моря.
Климат
Климат характеризуется как умеренно холодный, влажный (Dfb в классификации климатов Кёппена). Среднегодовая температура воздуха составляет 6,2 °C. Средняя температура самого холодного месяца (января) составляет −8,5 °С, самого жаркого месяца (августа) — 19,1 °С. Расчётная многолетняя норма атмосферных осадков — 451 мм. Наибольшее количество осадков выпадает в мае (79 мм).

## Население
| Год переписи | Население          | Население          | Население          | Население            | Население            | Население            |
| Год переписи | Наличное население | Наличное население | Наличное население | Постоянное население | Постоянное население | Постоянное население |
| Год переписи | Всего              | Мужчины            | Женщины            | Всего                | Мужчины              | Женщины              |
| ------------ | ------------------ | ------------------ | ------------------ | -------------------- | -------------------- | -------------------- |
| 2001         | 595                | 302                | 293                | 646                  | 332                  | 314                  |
| 2011         | 546                | 279                | 267                | 585                  | 312                  | 273                  |